# Угандійська залізниця

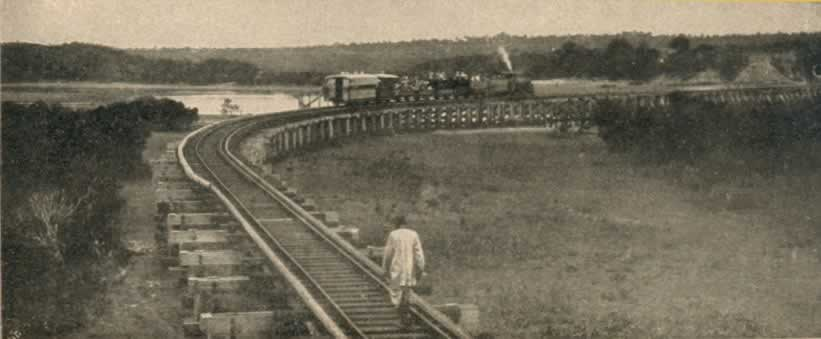
Поворот біля Момбаси (1899)

1°17′54″ пд. ш. 36°52′13″ сх. д. / 1.2983° пд. ш. 36.8704° сх. д.
Угандійська залізниця (англ. Uganda Railway) — залізниця в Британській Східній Африці, що зв'язувала внутрішні райони Кенії та Уганди з Індійським океаном. Дорога одноколійна, ширина колії 1000 мм.

## Історія
Угандійська залізниця була побудована під час «бійки за Африку». За твердженням журналіста та історика транспорту Крістіана Волмара, «це був по-справжньому імперський проект, створений Британією з метою не меншою, ніж зміцнити свою колоніальну міць» (a truly imperial project, built by the British government with little purpose other than to cement its colonial power).
Незважаючи на назву, спочатку залізниця повністю пролягала територією сучасної Кенії. Будівництво розпочалося в Момбасі в 1896 році і завершилося в Кісуму, на східному березі озера Вікторія, в 1901 році. Для будівництва були найняті 32000 робітників з Індії. Більшість з них повернулося на батьківщину після закінчення будівництва, але близько 6000 людей залишилися.
Під час будівництва відбулося кілька трагічних випадків. У 1895 році масаї напали на караван з п'ятисот робітників. Ця подія стала відомою як бійня в Кедонзі. На рубежі століть будівництво викликало повстання племені Нанді під проводом Койталеля Арапа Самоеї. Воно було придушене тільки в 1905 році.
У 1898 році через напади двох левів-людожерів було призупинено будівництво моста через річку Цаво. Леви були застрелені керівником будівництва Джоном Генрі Паттерсоном. Про будівництво моста і полювання на людожерів Паттерсон розповів в книзі «Людожери з Цаво», яка стала основою для сюжетів трьох кінофільмів.
У 1929—1948 роках залізниця була частиною Кенійської та Угандійської залізничної та судноплавної компаній. Тепер вона розділена між двома компаніями: Кенійською залізничною корпорацією та Угандійською залізничною корпорацією.

## Ілюстрації

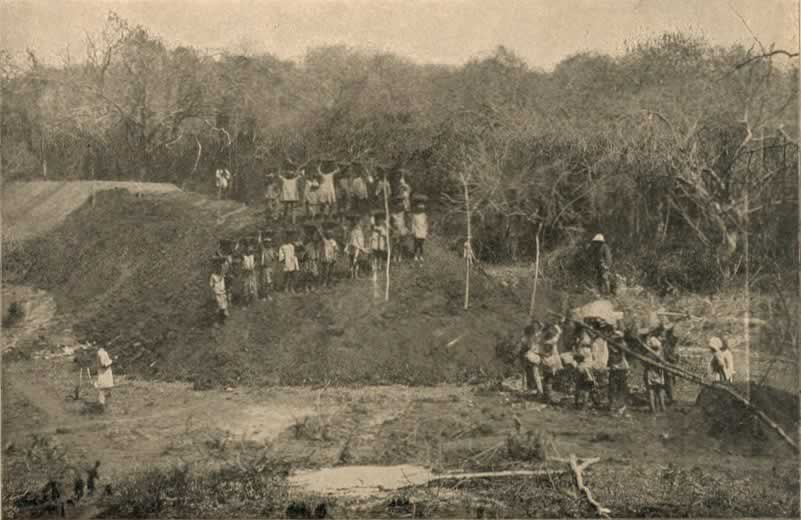
Будівництво залізниці
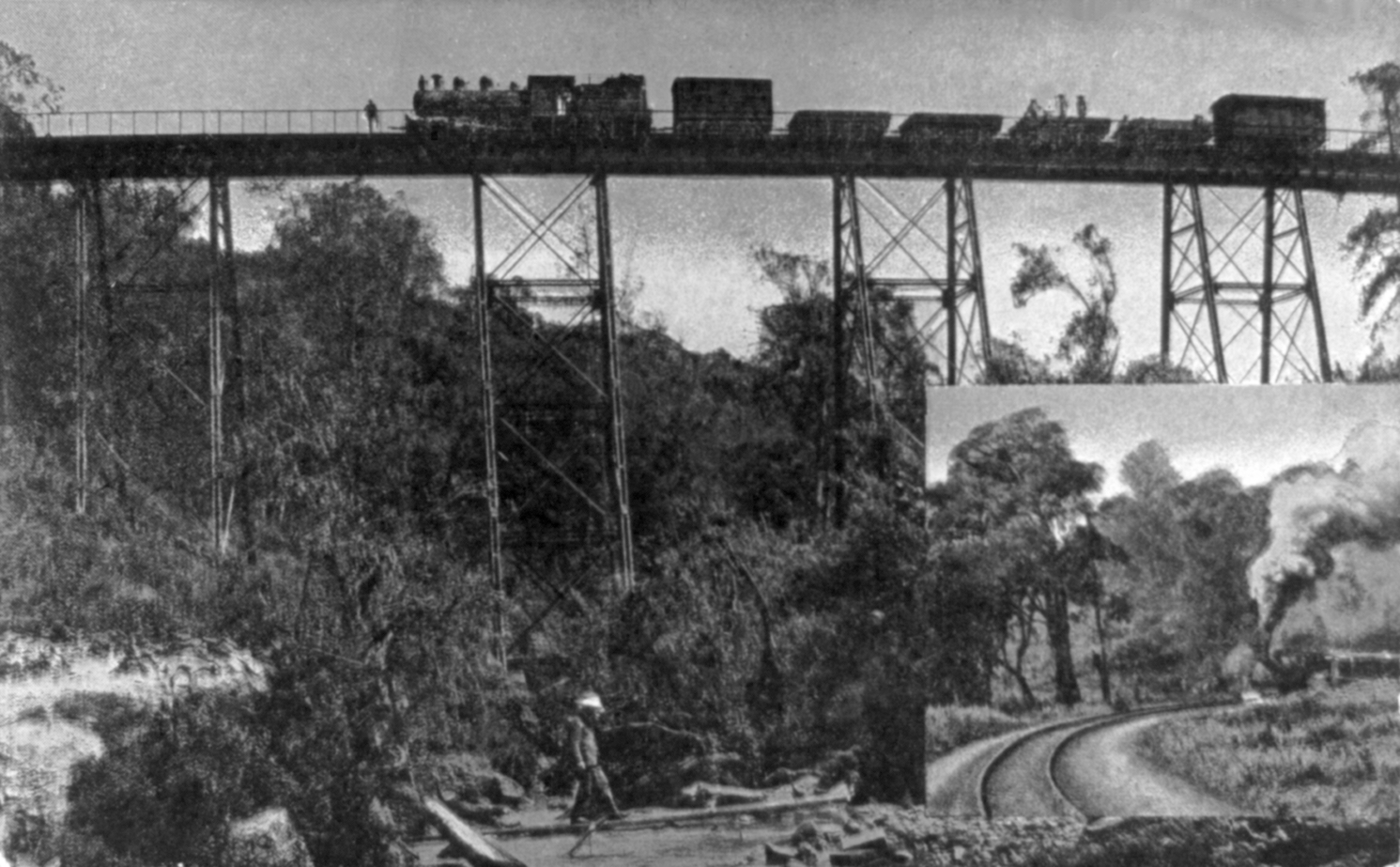
Міст
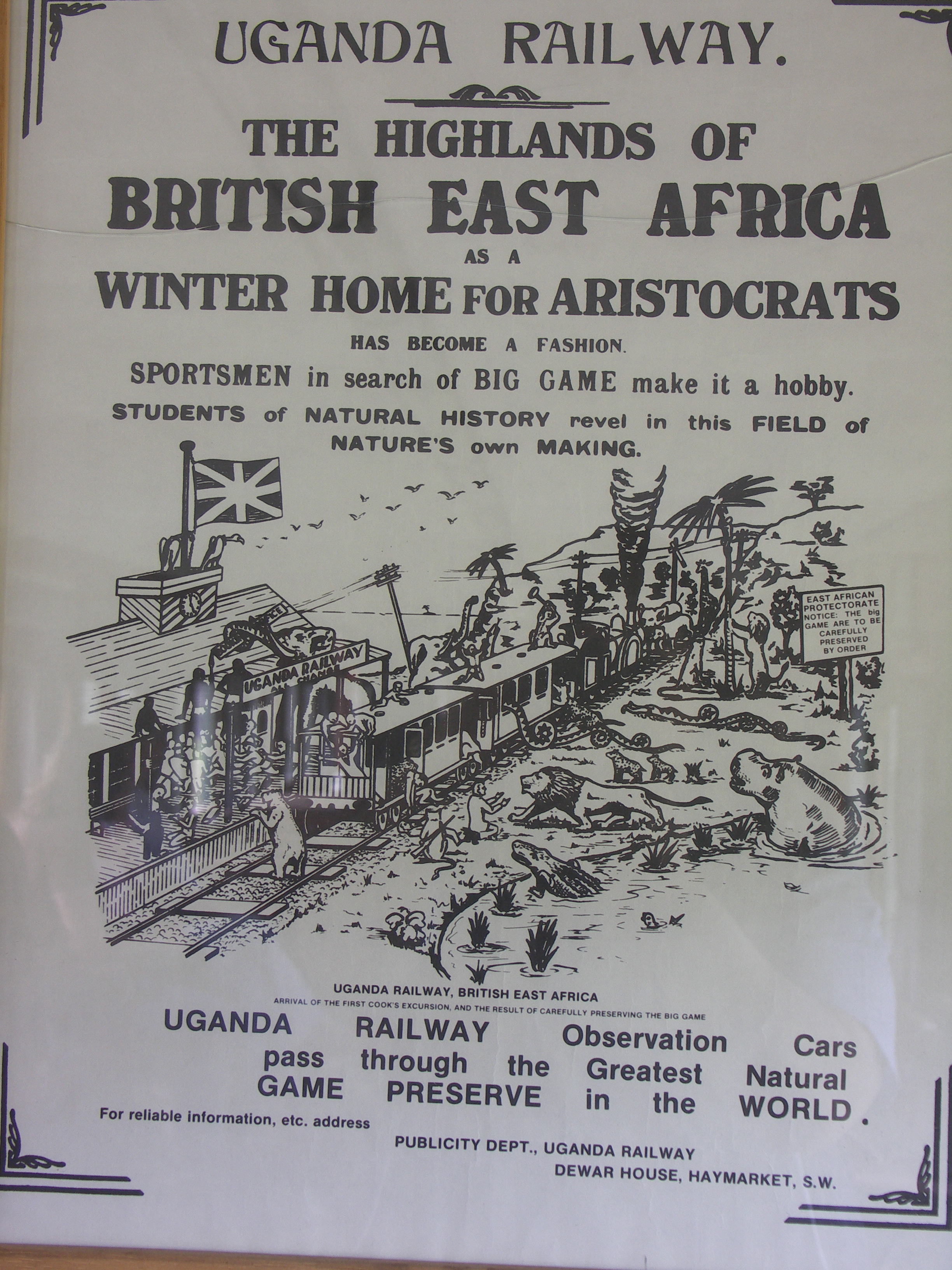
Рекламний плакат
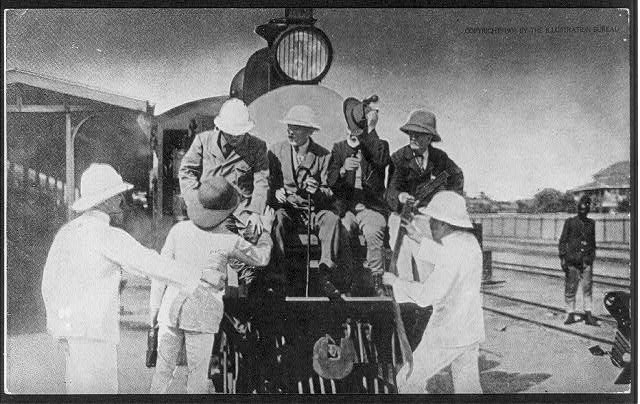
Теодор Рузвельт зі супутниками під час поїздки до Африки (1909)